# Площадь Генерала Жадова
Площадь Генерала Жа́дова — площадь на северо-западе Москвы в районе Щукино Северо-Западного административного округа между улицами Максимова и Маршала Новикова.

## Происхождение названия
Площадь названа в 1978 году в честь Героя Советского Союза генерала Алексея Семёновича Жадова (1901—1977). В Великую Отечественную войну командовал воздушно-десантным корпусом, с 1942 года — армией. После войны был первым заместителем главкома Сухопутными войсками, начальником Военной академии им. Фрунзе.

## Транспорт
Через площадь проходят автобусные маршруты № 60, 100, 253, 681, П58.